# Suthija Kodikarage
Suthija Maduranga Thenuwara Kodikarage (ur. 2 sierpnia 1990) – lankijski zapaśnik walczący w stylu wolnym.  Jedenasty na mistrzostwach Azji w 2016. Piąty na mistrzostwach świata wojskowych w 2014. Brązowy medalista Igrzysk Azji Południowej w 2016 roku.